# Snoop Dogg/Diskografie
Diese Diskografie ist eine Übersicht über die musikalischen Werke des US-amerikanischen Rappers Snoop Dogg. Den Quellenangaben und Schallplattenauszeichnungen zufolge hat er bisher mehr als 112,1 Millionen Tonträger verkauft, davon alleine in seiner Heimat über 61,2 Millionen. Seine erfolgreichste Veröffentlichung ist die Single California Gurls mit über 14,9 Millionen verkauften Einheiten. In Deutschland verkaufte er mehr als 3,3 Millionen Tonträger.

## Alben

### Studioalben
| Jahr | Titel Musiklabel                                                  | Höchstplatzierung, Gesamtwochen, AuszeichnungChartplatzierungen (Jahr, Titel, Musiklabel, Platzierungen, Wochen, Auszeichnungen, Anmerkungen) | Höchstplatzierung, Gesamtwochen, AuszeichnungChartplatzierungen (Jahr, Titel, Musiklabel, Platzierungen, Wochen, Auszeichnungen, Anmerkungen) | Höchstplatzierung, Gesamtwochen, AuszeichnungChartplatzierungen (Jahr, Titel, Musiklabel, Platzierungen, Wochen, Auszeichnungen, Anmerkungen) | Höchstplatzierung, Gesamtwochen, AuszeichnungChartplatzierungen (Jahr, Titel, Musiklabel, Platzierungen, Wochen, Auszeichnungen, Anmerkungen) | Höchstplatzierung, Gesamtwochen, AuszeichnungChartplatzierungen (Jahr, Titel, Musiklabel, Platzierungen, Wochen, Auszeichnungen, Anmerkungen) | Anmerkungen                                                              |
| Jahr | Titel Musiklabel                                                  | DE | AT | CH | UK | US | Anmerkungen                                                              |
| ---- | ----------------------------------------------------------------- | --- | --- | --- | --- | --- | ------------------------------------------------------------------------ |
| 1993 | Doggystyle Death Row Records • Interscope Records (Atlantic)      | DE21 (20 Wo.)DE | AT35 (3 Wo.)AT | CH24 (11 Wo.)CH | UK38 Platin · (34 Wo.)UK | US1 ×4Vierfachplatin · (76 Wo.)US | Erstveröffentlichung: 23. November 1993 Verkäufe: + 11.000.000           |
| 1996 | Tha Doggfather Death Row Records • Interscope Records (UMG)       | DE23 (14 Wo.)DE | AT49 (1 Wo.)AT | CH41 (9 Wo.)CH | UK15 Gold · (14 Wo.)UK | US1 ×2Doppelplatin · (30 Wo.)US | Erstveröffentlichung: 12. November 1996 Verkäufe: + 7.500.000            |
| 1998 | Da Game Is to Be Sold, Not to Be Told Priority Records (Priority) | DE24 (7 Wo.)DE | AT34 (5 Wo.)AT | CH50 (1 Wo.)CH | UK28 Silber · (4 Wo.)UK | US1 ×2Doppelplatin · (33 Wo.)US | Erstveröffentlichung: 4. August 1998 Verkäufe: + 9.000.000               |
| 1999 | No Limit Top Dogg Priority Records (Priority)                     | DE46 (5 Wo.)DE | — | — | UK48 Gold · (2 Wo.)UK | US2 Platin · (40 Wo.)US | Erstveröffentlichung: 11. Mai 1999 Verkäufe: + 2.000.000                 |
| 2000 | Tha Last Meal Priority Records (Priority)                         | DE55 (8 Wo.)DE | — | CH81 (5 Wo.)CH | UK62 Gold · (16 Wo.)UK | US4 Platin · (36 Wo.)US | Erstveröffentlichung: 19. Dezember 2000 Verkäufe: + 5.000.000            |
| 2002 | Paid tha Cost to Be da Bo$$ Priority Records (Priority)           | DE46 (12 Wo.)DE | — | CH48 (15 Wo.)CH | UK64 Gold · (16 Wo.)UK | US12 Platin · (36 Wo.)US | Erstveröffentlichung: 26. November 2002 Verkäufe: + 2.000.000            |
| 2004 | R&G (Rhythm & Gangsta): The Masterpiece Geffen Records (UMG)      | DE14 Gold · (28 Wo.)DE | AT26 (13 Wo.)AT | CH13 Gold · (31 Wo.)CH | UK12 Platin · (41 Wo.)UK | US6 Platin · (31 Wo.)US | Erstveröffentlichung: 16. November 2004 Verkäufe: + 3.485.000            |
| 2006 | Tha Blue Carpet Treatment Geffen Records (UMG)                    | DE41 (7 Wo.)DE | AT48 (4 Wo.)AT | CH12 (11 Wo.)CH | UK47 Silber · (5 Wo.)UK | US5 Gold · (21 Wo.)US | Erstveröffentlichung: 21. November 2006 Verkäufe: + 2.500.000            |
| 2008 | Ego Trippin’ Geffen Records (UMG)                                 | DE29 (3 Wo.)DE | AT42 (4 Wo.)AT | CH9 (9 Wo.)CH | UK23 (3 Wo.)UK | US3 (16 Wo.)US | Erstveröffentlichung: 7. März 2008 Verkäufe: + 1.700.000                 |
| 2009 | Malice n Wonderland Capitol Records (EMI)                         | — | — | CH74 (2 Wo.)CH | — | US23 (17 Wo.)US | Erstveröffentlichung: 8. Dezember 2009 Verkäufe: + 750.000               |
| 2011 | Doggumentary Priority Records (EMI)                               | DE44 (5 Wo.)DE | — | CH16 (8 Wo.)CH | UK44 (2 Wo.)UK | US8 (7 Wo.)US | Erstveröffentlichung: 29. März 2011                                      |
| 2013 | Reincarnated Berhane Sound System (Sony)                          | DE20 (3 Wo.)DE | AT12 (3 Wo.)AT | CH13 (6 Wo.)CH | UK34 (2 Wo.)UK | US16 (10 Wo.)US | Erstveröffentlichung: 23. April 2013 Verkäufe: + 110.000; als Snoop Lion |
| 2015 | Bush Doggystyle Records (Sony)                                    | DE32 (1 Wo.)DE | AT34 (2 Wo.)AT | CH15 (4 Wo.)CH | UK25 (3 Wo.)UK | US14 (4 Wo.)US | Erstveröffentlichung: 12. Mai 2015 Verkäufe: + 250.000                   |
| 2016 | Coolaid Doggystyle Records (SPV)                                  | DE67 (2 Wo.)DE | AT67 (1 Wo.)AT | CH19 (3 Wo.)CH | — | US40 (4 Wo.)US | Erstveröffentlichung: 1. Juli 2016                                       |
| 2017 | Neva Left Doggystyle Records (Empire)                             | — | — | CH19 (1 Wo.)CH | — | US54 (1 Wo.)US | Erstveröffentlichung: 19. Mai 2017                                       |
| 2018 | Bible of Love RCA Records (Sony)                                  | — | — | — | — | US148 (1 Wo.)US | Erstveröffentlichung: 16. März 2018                                      |
| 2019 | I Wanna Thank Me Doggystyle Records (Empire)                      | — | — | CH23 (2 Wo.)CH | — | US76 (1 Wo.)US | Erstveröffentlichung: 16. August 2019                                    |
| 2021 | From tha Streets 2 tha Suites Doggystyle Records                  | — | — | — | — | — | Erstveröffentlichung: 20. April 2021                                     |
| 2022 | BODR Death Row Records (UMG)                                      | — | — | CH28 (1 Wo.)CH | — | US104 (1 Wo.)US | Erstveröffentlichung: 11. Februar 2022                                   |
| 2024 | Missionary Death Row Records (UMG)                                | DE7 (2 Wo.)DE | AT18 (1 Wo.)AT | CH4 (2 Wo.)CH | UK24 (1 Wo.)UK | US20 (3 Wo.)US | Erstveröffentlichung: 13. Dezember 2024                                  |
| 2025 | Iz It a Crime? Death Row Records (UMG)                            | — | — | — | — | — | Erstveröffentlichung: 15. Mai 2025                                       |

### Kollaboalben
| Jahr | Titel                                                 | Anmerkungen                                                               |
| ---- | ----------------------------------------------------- | ------------------------------------------------------------------------- |
| 2000 | Tha Eastsidaz: Snoop Dogg Presents Tha Eastsidaz      | Erstveröffentlichung: 1. Februar 2000 · Verkäufe: + 1.050.000, US: Platin |
| 2001 | Tha Eastsidaz: Duces N’ Trays – The Old Fashioned Way | Erstveröffentlichung: 31. Juli 2001 · Verkäufe: + 550.000, US: Gold       |
| 2004 | The Hard Way                                          | Erstveröffentlichung: 17. August 2004 mit Warren G & Nate Dogg als "213"  |
| 2013 | 7 Days of Funk                                        | Erstveröffentlichung: 23. Oktober 2009 mit Dâm-Funk als "7 Days of Funk"  |

### Kompilationen
| Jahr | Titel                                               | Höchstplatzierung, Gesamtwochen, AuszeichnungChartplatzierungen (Jahr, Titel, Platzierungen, Wochen, Auszeichnungen, Anmerkungen) | Höchstplatzierung, Gesamtwochen, AuszeichnungChartplatzierungen (Jahr, Titel, Platzierungen, Wochen, Auszeichnungen, Anmerkungen) | Höchstplatzierung, Gesamtwochen, AuszeichnungChartplatzierungen (Jahr, Titel, Platzierungen, Wochen, Auszeichnungen, Anmerkungen) | Höchstplatzierung, Gesamtwochen, AuszeichnungChartplatzierungen (Jahr, Titel, Platzierungen, Wochen, Auszeichnungen, Anmerkungen) | Höchstplatzierung, Gesamtwochen, AuszeichnungChartplatzierungen (Jahr, Titel, Platzierungen, Wochen, Auszeichnungen, Anmerkungen) | Anmerkungen                                                 |
| Jahr | Titel                                               | DE | AT | CH | UK | US | Anmerkungen                                                 |
| ---- | --------------------------------------------------- | --- | --- | --- | --- | --- | ----------------------------------------------------------- |
| 2000 | Dead Man Walkin’                                    | — | — | — | — | US24 (5 Wo.)US | Erstveröffentlichung: 31. Oktober 2000                      |
| 2001 | Death Row: Snoop Doggy Dogg at His Best             | — | — | CH80 (3 Wo.)CH | UK90 Gold · (1 Wo.)UK | US28 (8 Wo.)US | Erstveröffentlichung: 23. Oktober 2001 Verkäufe: + 107.500  |
| 2003 | Tha Dogg: Best of the Works                         | — | — | — | — | — | Erstveröffentlichung: 9. Dezember 2003                      |
| 2005 | The Best of Snoop Dogg auch bekannt als: Snoopified | — | — | CH100 (1 Wo.)CH | UK50 Silber · (2 Wo.)UK | US121 (3 Wo.)US | Erstveröffentlichung: 28. September 2005 Verkäufe: + 60.000 |
| 2007 | Snoop Dogg Presents: The Big Squeeze                | — | — | — | — | US71 (1 Wo.)US | Erstveröffentlichung: 24. April 2007                        |
| 2008 | Getcha Girl Dogg                                    | — | — | — | — | — | Erstveröffentlichung: 4. Januar 2008                        |
| 2009 | Death Row: The Lost Sessions Vol. 1                 | — | — | — | — | — | Erstveröffentlichung: 13. Oktober 2009                      |
| 2021 | Snoop Dogg Presents Algorithm                       | — | — | CH95 (1 Wo.)CH | — | US166 (1 Wo.)US | Erstveröffentlichung: 19. November 2021                     |

### Mixtapes
| Jahr | Titel                                             | Anmerkungen                                                                  |
| ---- | ------------------------------------------------- | ---------------------------------------------------------------------------- |
| 2003 | Welcome to tha Chuuch Vol. 1                      | Erstveröffentlichung: 2003                                                   |
| 2003 | Welcome to tha Chuuch Vol. 2                      | Erstveröffentlichung: 2003                                                   |
| 2003 | Westside Reloaded                                 | Erstveröffentlichung: 24. Juni 2003 mit DJ Whoo Kid                          |
| 2003 | Welcome to tha Chuuch vol. 3: Doggystyle Allstars | Erstveröffentlichung: 30. September 2003                                     |
| 2004 | Welcome to tha Chuuch Vol. 4: Sunday School       | Erstveröffentlichung: 9. März 2004                                           |
| 2004 | Welcome to tha Chuuch Vol. 5: The Revival         | Erstveröffentlichung: 20. April 2004                                         |
| 2005 | Welcome to tha Chuuch Vol. 6: Testify             | Erstveröffentlichung: 7. Februar 2005                                        |
| 2005 | Welcome to tha Chuuch Vol. 7: Step Ya Game Up     | Erstveröffentlichung: 28. Februar 2005                                       |
| 2005 | Welcome to tha Chuuch Vol. 8: Preach Tabernacal   | Erstveröffentlichung: 11. April 2005                                         |
| 2005 | Welcome to tha Chuuch Vol. 9: Run Tell Dat        | Erstveröffentlichung: 2005                                                   |
| 2006 | Tha Blue Carpet Treatment Mixtape                 | Erstveröffentlichung: 18. November 2006 mit DJ Whoo Kid, DJ Drama & DJ Skee  |
| 2007 | Mandatory Hyphy                                   | Erstveröffentlichung: 6. März 2007 mit JT tha Bigga Figga                    |
| 2008 | The City Is in Good Hands                         | Erstveröffentlichung: 4. Juli 2008 mit DJ Drama                              |
| 2008 | Landy & Egg Nogg: A DPG Christmas                 | Erstveröffentlichung: 26. Dezember 2008 mit DJ Whoo Kid                      |
| 2009 | I Wanna Rock Mixtape                              | Erstveröffentlichung: 23. November 2009 mit DJ Whoo Kid, DJ Skee & DJ Scream |
| 2010 | We da West, Vol. 1                                | Erstveröffentlichung: 2. März 2010                                           |
| 2010 | Tha Unreleased, Vol. 1                            | Erstveröffentlichung: 15. Juni 2010                                          |
| 2022 | Gangsta Grillz: I Still Got It                    | Erstveröffentlichung: 20. Oktober 2022 mit DJ Drama                          |

### Soundtracks
| Jahr | Titel                         | Höchstplatzierung, Gesamtwochen, AuszeichnungChartplatzierungen (Jahr, Titel, Platzierungen, Wochen, Auszeichnungen, Anmerkungen) | Höchstplatzierung, Gesamtwochen, AuszeichnungChartplatzierungen (Jahr, Titel, Platzierungen, Wochen, Auszeichnungen, Anmerkungen) | Höchstplatzierung, Gesamtwochen, AuszeichnungChartplatzierungen (Jahr, Titel, Platzierungen, Wochen, Auszeichnungen, Anmerkungen) | Höchstplatzierung, Gesamtwochen, AuszeichnungChartplatzierungen (Jahr, Titel, Platzierungen, Wochen, Auszeichnungen, Anmerkungen) | Höchstplatzierung, Gesamtwochen, AuszeichnungChartplatzierungen (Jahr, Titel, Platzierungen, Wochen, Auszeichnungen, Anmerkungen) | Anmerkungen                                                 |
| Jahr | Titel                         | DE | AT | CH | UK | US | Anmerkungen                                                 |
| ---- | ----------------------------- | --- | --- | --- | --- | --- | ----------------------------------------------------------- |
| 2011 | Mac & Devin Go to High School | — | — | — | — | US29 Gold · (14 Wo.)US | Erstveröffentlichung: 13. Dezember 2011 Verkäufe: + 515.000 |

## Singles

### Als Leadmusiker
| Jahr | Titel Album                                                   | Höchstplatzierung, Gesamtwochen, AuszeichnungChartplatzierungen (Jahr, Titel, Album, Platzierungen, Wochen, Auszeichnungen, Anmerkungen) | Höchstplatzierung, Gesamtwochen, AuszeichnungChartplatzierungen (Jahr, Titel, Album, Platzierungen, Wochen, Auszeichnungen, Anmerkungen) | Höchstplatzierung, Gesamtwochen, AuszeichnungChartplatzierungen (Jahr, Titel, Album, Platzierungen, Wochen, Auszeichnungen, Anmerkungen) | Höchstplatzierung, Gesamtwochen, AuszeichnungChartplatzierungen (Jahr, Titel, Album, Platzierungen, Wochen, Auszeichnungen, Anmerkungen) | Höchstplatzierung, Gesamtwochen, AuszeichnungChartplatzierungen (Jahr, Titel, Album, Platzierungen, Wochen, Auszeichnungen, Anmerkungen) | Anmerkungen |
| Jahr | Titel Album                                                   | DE | AT | CH | UK | US | Anmerkungen |
| ---- | ------------------------------------------------------------- | --- | --- | --- | --- | --- | --- |
| 1993 | (Who Am I?) What’s My Name? Doggystyle                        | DE20 (16 Wo.)DE | — | CH21 (11 Wo.)CH | UK20 Silber · (9 Wo.)UK | US8 Gold · (13 Wo.)US | Erstveröffentlichung: 30. Oktober 1993 Verkäufe: + 730.000                                                             |
| 1994 | Gin & Juice Doggystyle                                        | — | — | — | UK39 Gold · (3 Wo.)UK | US8 Gold · (20 Wo.)US | Erstveröffentlichung: 15. Januar 1994 Verkäufe: + 990.000                                                              |
| 1994 | Doggy Dogg World Doggystyle                                   | — | — | — | UK32 (3 Wo.)UK | — | Erstveröffentlichung: 26. Juni 1994 mit Tha Dogg Pound & The Dramatics                                                 |
| 1996 | Snoop’s Upside Ya Head Tha Doggfather                         | DE34 (7 Wo.)DE | — | — | UK12 (7 Wo.)UK | — | Erstveröffentlichung: 14. September 1996 Verkäufe: + 5.000                                                             |
| 1997 | Vapors Tha Doggfather                                         | — | — | — | UK18 (2 Wo.)UK | — | Erstveröffentlichung: 8. April 1997                                                                                    |
| 1997 | Doggfather Tha Doggfather                                     | — | — | — | UK36 (2 Wo.)UK | — | Erstveröffentlichung: 26. August 1997                                                                                  |
| 1997 | We Just Wanna Party with You Men in Black II O.S.T.           | DE82 (4 Wo.)DE | — | — | — | — | Erstveröffentlichung: 1997 feat. JD                                                                                    |
| 1998 | Still a G Thang Da Game Is to Be Sold Not to Be Told          | — | — | — | — | US19 (13 Wo.)US | Erstveröffentlichung: 3. Juli 1998                                                                                     |
| 1998 | Woof Da Game Is to Be Sold Not to Be Told                     | — | — | — | — | US62 (12 Wo.)US | Erstveröffentlichung: 26. Oktober 1998                                                                                 |
| 1999 | Bitch Please No Limit Top Dogg                                | — | — | — | — | US77 (9 Wo.)US | Erstveröffentlichung: 29. April 1999 mit Xzibit & Nate Dogg                                                            |
| 2000 | Snoop Dogg (What’s My Name II) Tha Last Meal                  | — | — | — | UK13 (5 Wo.)UK | US77 (5 Wo.)US | Erstveröffentlichung: 17. Oktober 2000                                                                                 |
| 2001 | Lay Low Tha Last Meal                                         | DE49 (9 Wo.)DE | — | CH48 (8 Wo.)CH | — | US50 (20 Wo.)US | Erstveröffentlichung: 20. März 2001 feat. Master P, Nate Dogg, Butch Cassidy, Goldie Loc & Tray Deee                   |
| 2001 | Hennesey ’n Buddah Tha Last Meal                              | — | — | — | — | — | Erstveröffentlichung: 2001                                                                                             |
| 2001 | Loosen’ Control Tha Last Meal                                 | — | — | — | — | — | Erstveröffentlichung: 2001 feat. Butch Cassidy                                                                         |
| 2002 | From tha Chuuuch to da Palace Paid tha Cost to Be da Bo$$     | DE75 (8 Wo.)DE | — | — | UK27 (6 Wo.)UK | US77 (10 Wo.)US | Erstveröffentlichung: 15. Oktober 2002 feat. Pharrell                                                                  |
| 2002 | Undercova Funk Undercover Brother O.S.T.                      | — | — | CH77 (4 Wo.)CH | — | — | Erstveröffentlichung: 2002 feat. Mr. Kane, Bootsy Collins, Quaze & Fred Wesley                                         |
| 2002 | Mission Cleopatra –                                           | — | — | — | — | — | Erstveröffentlichung: 2002 mit Jamel Debbouze                                                                          |
| 2003 | Beautiful Paid tha Cost to Be da Bo$$                         | DE27 (13 Wo.)DE | AT64 (4 Wo.)AT | CH19 (24 Wo.)CH | UK23 Gold · (37 Wo.)UK | US6 (20 Wo.)US | Erstveröffentlichung: 7. Februar 2003 Verkäufe: + 495.000; mit Pharrell & Uncle Charlie Wilson                         |
| 2003 | It Blows My Mind The Neptunes - Present… Clones               | — | — | — | — | — | Erstveröffentlichung: 7. Februar 2003 feat. Pharrell                                                                   |
| 2004 | Drop It Like It’s Hot R&G (Rhythm & Gangsta): The Masterpiece | DE8 Gold · (20 Wo.)DE | AT9 Gold · (21 Wo.)AT | CH3 (25 Wo.)CH | UK10 Platin · (19 Wo.)UK | US1 ×2Gold + Doppelplatin (Mastertone) · (30 Wo.)US                                                                                      | Erstveröffentlichung: 12. September 2004 Verkäufe: + 3.490.000; feat. Pharrell                                         |
| 2004 | Groupie Luv The Hard Way                                      | — | — | — | — | — | Erstveröffentlichung: 29. Oktober 2004 als „213“                                                                       |
| 2004 | Let’s Get Blown R&G (Rhythm & Gangsta): The Masterpiece       | — | — | CH22 (11 Wo.)CH | UK13 (7 Wo.)UK | US54 (11 Wo.)US | Erstveröffentlichung: 14. Dezember 2004 feat. Pharrell                                                                 |
| 2005 | Signs R&G (Rhythm & Gangsta): The Masterpiece                 | DE3 Gold · (15 Wo.)DE | AT5 (18 Wo.)AT | CH5 (17 Wo.)CH | UK2 Platin · (19 Wo.)UK | US46 Gold · (14 Wo.)US | Erstveröffentlichung: 25. April 2005 Verkäufe: + 1.297.500; mit Charlie Wilson & Justin Timberlake                     |
| 2005 | Ups & Downs R&G (Rhythm & Gangsta): The Masterpiece           | DE84 (3 Wo.)DE | — | CH46 (11 Wo.)CH | UK36 (3 Wo.)UK | — | Erstveröffentlichung: 15. August 2005                                                                                  |
| 2006 | That’s That Shit Tha Blue Carpet Treatment                    | DE39 (7 Wo.)DE | — | CH37 (9 Wo.)CH | UK38 (4 Wo.)UK | US20 (10 Wo.)US | Erstveröffentlichung: 10. Oktober 2006 Verkäufe: + 30.000; feat. R. Kelly                                              |
| 2007 | Sexual Eruption Ego Trippin’                                  | DE15 (12 Wo.)DE | AT40 (11 Wo.)AT | CH22 (10 Wo.)CH | UK24 (6 Wo.)UK | US7 (20 Wo.)US | Erstveröffentlichung: 20. November 2007 Verkäufe: + 60.000; erschien auch unter dem zensiertem Titel Sensual Seduction |
| 2009 | Gangsta Luv Malice n Wonderland                               | — | — | — | — | US35 (19 Wo.)US | Erstveröffentlichung: 6. Oktober 2009                                                                                  |
| 2009 | I Wanna Rock Malice n Wonderland                              | — | — | — | — | US41 (15 Wo.)US | Erstveröffentlichung: 17. November 2009                                                                                |
| 2010 | That Tree More Malice                                         | — | — | — | — | — | Erstveröffentlichung: 12. März 2010 feat. Kid Cudi                                                                     |
| 2010 | Sweat Doggumentary                                            | DE2 ×3Dreifachgold · (46 Wo.)DE | AT1 ×2Doppelplatin · (36 Wo.)AT | CH2 Platin · (41 Wo.)CH | UK4 Platin · (31 Wo.)UK | — | Erstveröffentlichung: 17. Dezember 2010 Verkäufe: + 1.727.075; vs. David Guetta                                        |
| 2011 | Boom Doggumentary                                             | — | — | — | UK56 (6 Wo.)UK | US76 (4 Wo.)US | Erstveröffentlichung: 8. März 2011 mit T-Pain                                                                          |
| 2011 | Young, Wild & Free Mac & Devin Go to High School              | DE15 ×5Fünffachgold · (25 Wo.)DE | AT17 Gold · (18 Wo.)AT | CH6 Gold · (36 Wo.)CH | UK44 Platin · (7 Wo.)UK | US7 ×6Sechsfachplatin · (32 Wo.)US | Erstveröffentlichung: 11. Oktober 2011 Verkäufe: + 8.569.900; mit Wiz Khalifa & Bruno Mars                             |
| 2012 | La La La Reincarnated                                         | — | — | — | — | — | Erstveröffentlichung: 20. Juli 2012 als Snoop Lion; feat. Jovi Rockwell                                                |
| 2012 | Here Comes the King Reincarnated                              | — | — | — | — | — | Erstveröffentlichung: 18. Dezember 2012 als Snoop Lion; feat. Angela Hunte                                             |
| 2012 | Lighters Up Reincarnated                                      | — | — | — | — | — | Erstveröffentlichung: 18. Dezember 2012 als Snoop Lion; feat. Mavado & Popcaan                                         |
| 2013 | No Guns Allowed Reincarnated                                  | — | — | — | — | — | Erstveröffentlichung: 2. April 2013 als Snoop Lion; feat. Drake & Cori B                                               |
| 2013 | Ashtrays and Heartbreaks Reincarnated                         | — | — | — | — | — | Erstveröffentlichung: 4. April 2013 als Snoop Lion                                                                     |
| 2013 | Smoke the Weed Reincarnated                                   | DE78 (1 Wo.)DE | — | CH60 (1 Wo.)CH | — | — | Erstveröffentlichung: 23. April 2013 als Snoop Lion; feat. Collie Buddz                                                |
| 2015 | Peaches N Cream Bush                                          | — | — | — | UK58 (2 Wo.)UK | — | Erstveröffentlichung: 10. März 2015 feat. Charlie Wilson                                                               |
| 2015 | So Many Pros Bush                                             | — | — | — | — | — | Erstveröffentlichung: 14. April 2015                                                                                   |
| 2015 | California Roll Bush                                          | — | — | — | — | — | Erstveröffentlichung: 5. Mai 2015 feat. Stevie Wonder                                                                  |
| 2016 | Kush Ups Coolaid                                              | — | — | — | — | — | Erstveröffentlichung: 7. Juni 2016                                                                                     |
| 2016 | Point Seen Money Gone Coolaid                                 | — | — | — | — | — | Erstveröffentlichung: 27. Juni 2016                                                                                    |
| 2017 | Promise You This Neva Left                                    | — | — | — | — | — | Erstveröffentlichung: 1. März 2017                                                                                     |
| 2017 | Mount Kushmore Neva Left                                      | — | — | — | — | — | Erstveröffentlichung: 25. April 2017 feat. Redman, Method Man & B-Real                                                 |
| 2017 | What Is This? –                                               | — | — | — | — | — | Erstveröffentlichung: 5. September 2017 feat. October London                                                           |
| 2017 | Words are Few Bible of Love                                   | — | — | — | — | — | Erstveröffentlichung: 29. September 2017 feat. B Slade                                                                 |
| 2018 | One More Day Bible of Love                                    | — | — | — | — | — | Erstveröffentlichung: 23. Februar 2018                                                                                 |
| 2019 | I Wanna Thank Me                                              | — | — | — | — | — | Erstveröffentlichung: 3. Juli 2019 mit Marknoxx                                                                        |
| 2019 | My Family Addams Family O.S.T.                                | — | — | — | — | US— GoldUS | Erstveröffentlichung: 13. September 2019 mit Migos, Karol G & Rock Mafia                                               |
| 2021 | CEO From tha Streets 2 tha Suites                             | — | — | — | — | — | Erstveröffentlichung: 19. März 2021                                                                                    |
| 2021 | Roaches in My Ashtray From tha Streets 2 tha Suites           | — | — | — | — | — | Erstveröffentlichung: 2. April 2021                                                                                    |
| 2022 | Chai Tea with Heidi –                                         | DE— aDE | — | — | — | — | Erstveröffentlichung: 14. Januar 2022 mit Heidi Klum & WeddingCake                                                     |
| 2022 | Bad Decisions –                                               | DE89 (1 Wo.)DE | — | CH76 (1 Wo.)CH | UK53 (1 Wo.)UK | US10 Gold · (5 Wo.)US | Erstveröffentlichung: 5. August 2022 mit Benny Blanco & BTS                                                            |
| 2024 | Gorgeous Missionary                                           | — | — | — | — | — | Erstveröffentlichung: 1. November 2024 feat. Jhené Aiko                                                                |
| 2024 | Outta Da Blue Missionary                                      | — | — | — | — | — | Erstveröffentlichung: 21. November 2024 feat. Dr. Dre & Alus                                                           |
| 2024 | Another Part of Me Missionary                                 | — | — | — | — | — | Erstveröffentlichung: 29. November 2024 feat. Sting                                                                    |
| 2025 | Me n OG Snoop Iz It a Crime?                                  | — | — | — | — | — | Erstveröffentlichung: 14. Mai 2025 feat. Sexyy Red                                                                     |

### Als Gastmusiker
| Jahr | Titel Album                                                | Höchstplatzierung, Gesamtwochen, AuszeichnungChartplatzierungen (Jahr, Titel, Album, Platzierungen, Wochen, Auszeichnungen, Anmerkungen) | Höchstplatzierung, Gesamtwochen, AuszeichnungChartplatzierungen (Jahr, Titel, Album, Platzierungen, Wochen, Auszeichnungen, Anmerkungen) | Höchstplatzierung, Gesamtwochen, AuszeichnungChartplatzierungen (Jahr, Titel, Album, Platzierungen, Wochen, Auszeichnungen, Anmerkungen) | Höchstplatzierung, Gesamtwochen, AuszeichnungChartplatzierungen (Jahr, Titel, Album, Platzierungen, Wochen, Auszeichnungen, Anmerkungen) | Höchstplatzierung, Gesamtwochen, AuszeichnungChartplatzierungen (Jahr, Titel, Album, Platzierungen, Wochen, Auszeichnungen, Anmerkungen) | Anmerkungen |
| Jahr | Titel Album                                                | DE | AT | CH | UK | US | Anmerkungen |
| --- | ---------------------------------------------------------- | --- | --- | --- | --- | --- | --- |
| 1992 | Nuthin’ but a ‘G’ Thang The Chronic                        | — | — | — | UK31 Gold · (4 Wo.)UK | US2 Platin · (27 Wo.)US | Erstveröffentlichung: 19. November 1992 Verkäufe: + 1.760.000; Dr. Dre feat. Snoop Dogg |
| 1993 | Fuck wit Dre Day (And Everybody’s Celebratin’) The Chronic | — | — | — | UK59 (2 Wo.)UK | US8 Gold · (20 Wo.)US | Erstveröffentlichung: 20. Mai 1993 Verkäufe: + 800.000; Dr. Dre feat. Snoop Dogg |
| 1993 | Let Me Ride The Chronic                                    | — | — | — | UK31 (4 Wo.)UK | US34 (18 Wo.)US | Erstveröffentlichung: 13. September 1993 Dr. Dre feat. Snoop Dogg & Jewell |
| 1996 | Wanted Dead or Alive All Eyez on Me                        | — | — | — | UK16 (3 Wo.)UK | — | Erstveröffentlichung: 7. Mai 1996 2Pac feat. Snoop Dogg |
| 1996 | 2 of Amerikaz Most Wanted All Eyez on Me                   | — | — | — | UK— SilberUK | — | Erstveröffentlichung: 1996 Verkäufe: + 230.000; 2Pac feat. Snoop Dogg |
| 1998 | Come and Get with Me –                                     | — | — | — | UK58 (1 Wo.)UK | — | Erstveröffentlichung: 1998 Keith Sweat feat. Snoop Dogg |
| 1998 | Never Leave Me Alone G-Funk Classics, Vol. 1 & 2           | — | — | — | — | US33 (19 Wo.)US | Erstveröffentlichung: 22. Oktober 1996 Verkäufe: + 10.000; Nate Dogg feat. Snoop Dogg |
| 1999 | Still D.R.E. 2001                                          | DE38 b ×3Dreifachgold · (6 Wo.)DE | AT34 b Platin · (3 Wo.)AT | CH15 b (14 Wo.)CH | UK6 ×3Dreifachplatin · (15 Wo.)UK | US23 (8 Wo.)US | Erstveröffentlichung: 13. Oktober 1999 Verkäufe: + 3.150.000 Dr. Dre feat. Snoop Dogg |
| 2000 | Crybaby Rainbow                                            | — | — | — | — | US28 (7 Wo.)US | Erstveröffentlichung: 17. April 2000 Mariah Carey feat. Snoop Dogg |
| 2000 | The Next Episode 2001                                      | DE34 Gold · (17 Wo.)DE | AT56 Platin · (1 Wo.)AT | CH34 (21 Wo.)CH | UK3 ×2Doppelplatin · (27 Wo.)UK | US23 (21 Wo.)US | Erstveröffentlichung: 26. Juni 2000 Verkäufe: + 1.840.000 Dr. Dre feat. Kurupt, Nate Dogg & Snoop Dogg |
| 2000 | Bow Wow (That’s My Name) Beware of Dog                     | DE9 (19 Wo.)DE | AT18 (16 Wo.)AT | CH4 (22 Wo.)CH | UK6 (10 Wo.)UK | US21 (40 Wo.)US | Erstveröffentlichung: 17. Oktober 2000 Verkäufe: + 360.000 Lil Bow Wow feat. Snoop Dogg |
| 2001 | Bitch Please II The Marshall Mathers LP                    | — | — | — | UK— SilberUK | US— GoldUS | Erstveröffentlichung: 23. Mai 2001 Verkäufe: + 770.000; Eminem feat. Dr. Dre, Snoop Dogg, Xzibit und Nate Dogg |
| 2002 | The Streets Ghetto Heisman                                 | — | — | — | UK48 (2 Wo.)UK | US81 (13 Wo.)US | Erstveröffentlichung: 23. Juli 2002 WC feat. Nate Dogg & Snoop Dogg |
| 2003 | Holidae In Jackpot                                         | — | — | CH43 (4 Wo.)CH | UK35 (3 Wo.)UK | US3 Gold · (21 Wo.)US | Erstveröffentlichung: 25. August 2003 Verkäufe: + 535.000 Chingy feat. Ludacris & Snoop Dogg |
| 2003 | P.I.M.P. (Remix) Get Rich or Die Tryin’                    | — | — | — | — | — | Erstveröffentlichung: 12. August 2003 50 Cent feat. Lloyd Banks, Young Buck & Snoop Dogg |
| 2004 | I Wanna Thank Ya Stone Love                                | — | — | — | UK31 (3 Wo.)UK | — | Erstveröffentlichung: 4. Mai 2004 Angie Stone feat. Snoop Dogg |
| 2006 | Say Somethin’ The Emancipation of Mimi                     | DE63 (3 Wo.)DE | — | CH55 (6 Wo.)CH | UK27 (4 Wo.)UK | US79 (5 Wo.)US | Erstveröffentlichung: 3. April 2006 Mariah Carey feat. Snoop Dogg |
| 2006 | Buttons PCD                                                | DE4 Gold · (22 Wo.)DE | AT1 (28 Wo.)AT | CH3 (39 Wo.)CH | UK3 Platin · (16 Wo.)UK | US3 Platin · (19 Wo.)US | Erstveröffentlichung: 11. April 2006 Verkäufe: + 1.925.000 Pussycat Dolls feat. Snoop Dogg |
| 2006 | Gangsta Walk The Return of the Gangsta                     | — | AT75 (1 Wo.)AT | CH56 (3 Wo.)CH | UK67 (1 Wo.)UK | — | Erstveröffentlichung: 8. August 2006 Coolio feat. Snoop Dogg |
| 2006 | I Wanna Fuck/Love You Konvicted                            | DE14 Gold · (13 Wo.)DE | AT29 (17 Wo.)AT | CH16 (18 Wo.)CH | UK3 Platin · (20 Wo.)UK | US1 ×3Platin + Dreifachplatin (Mastertone) · (26 Wo.)US                                                                                  | Erstveröffentlichung: 5. Oktober 2006 Verkäufe: + 5.227.500 Akon feat. Snoop Dogg |
| 2007 | Real Man The Vibe                                          | DE16 (9 Wo.)DE | AT66 (2 Wo.)AT | — | — | — | Erstveröffentlichung: 21. September 2007 Lexington Bridge & Snoop Dogg |
| 2009 | Groove On The Boss                                         | DE62 (4 Wo.)DE | — | — | — | — | Erstveröffentlichung: März 2009 Timati feat. Snoop Dogg & Big Ali |
| 2009 | I Do –                                                     | — | — | — | — | — | Erstveröffentlichung: 24. Juni 2009 Lil Jon feat. Swizz Beatz & Snoop Dogg |
| 2010 | All I Do Is Win Victory                                    | — | — | — | UK— SilberUK | US24 ×3Dreifachplatin · (24 Wo.)US | Erstveröffentlichung: 9. Februar 2010 Verkäufe: + 3.230.000 DJ Khaled feat. T-Pain, Ludacris, Snoop Dogg & Rick Ross |
| 2010 | California Gurls Teenage Dream                             | DE3 Platin · (37 Wo.)DE | AT3 ×2Doppelplatin · (22 Wo.)AT | CH4 Platin · (30 Wo.)CH | UK1 ×3Dreifachplatin · (26 Wo.)UK | US1 Diamant · (27 Wo.)US | Erstveröffentlichung: 7. Mai 2010 Verkäufe: + 14.945.988 Katy Perry feat. Snoop Dogg |
| 2010 | Kush –                                                     | — | — | CH59 (6 Wo.)CH | UK57 (3 Wo.)UK | US34 (16 Wo.)US | Erstveröffentlichung: 18. November 2010 Verkäufe: + 30.000 Dr. Dre feat. Snoop Dogg & Akon |
| 2011 | Boyfriend B.T.R. (Germany Edition)                         | DE49 (5 Wo.)DE | AT55 (3 Wo.)AT | — | — | US72 Platin · (8 Wo.)US | Erstveröffentlichung: 8. Februar 2011 Verkäufe: + 1.000.000; Big Time Rush feat. Snoop Dogg |
| 2011 | The Mack Mann’s World                                      | — | — | — | UK28 (8 Wo.)UK | — | Erstveröffentlichung: 23. Mai 2011 Mann feat. Snoop Dogg & Iyaz |
| 2011 | Murderer –                                                 | — | — | — | — | — | Erstveröffentlichung: 11. Oktober 2011 Barrington Levy feat. Wyclef Jean, Snoop Dogg & Shaggy |
| 2011 | I’m Day Dreaming –                                         | DE53 (13 Wo.)DE | AT41 (3 Wo.)AT | CH60 (4 Wo.)CH | UK71 (1 Wo.)UK | — | Erstveröffentlichung: 14. November 2011 REDD feat. Akon & Snoop Dogg |
| 2012 | Snitches Ain’t… Just Re’d Up                               | — | — | — | — | US100 (1 Wo.)US | Erstveröffentlichung: 7. Februar 2012 YG feat. Tyga, Snoop Dogg & Nipsey Hussle |
| 2014 | Wiggle Talk Dirty                                          | DE6 Gold · (26 Wo.)DE | AT4 (21 Wo.)AT | CH8 Gold · (25 Wo.)CH | UK8 Platin · (22 Wo.)UK | US5 ×3Dreifachplatin · (21 Wo.)US | Erstveröffentlichung: 6. Mai 2014 Verkäufe: + 4.311.800 Jason Derulo feat. Snoop Dogg |
| 2014 | Hangover –                                                 | — | — | — | — | US26 (1 Wo.)US | Erstveröffentlichung: 8. Juni 2014 Psy feat. Snoop Dogg |
| 2014 | You and Your Friends Blacc Hollywood                       | — | — | — | — | US82 Platin · (10 Wo.)US | Erstveröffentlichung: 22. Juli 2014 Verkäufe: + 1.000.000 Wiz Khalifa feat. Snoop Dogg & Ty Dolla Sign |
| 2014 | Stuck on a Feeling Double Vision                           | — | — | — | — | US43 Gold · (10 Wo.)US | Erstveröffentlichung: 24. November 2014 Verkäufe: + 500.000 Prince Royce feat. Snoop Dogg |
| 2015 | My Cutie Pie –                                             | — | — | — | — | — | Erstveröffentlichung: 4. Juni 2015 Lil Jon feat. T-Pain, Snoop Dogg & Problem |
| 2015 | Flip It –                                                  | — | — | — | — | — | Erstveröffentlichung: 31. Juli 2015 Charlotte Devaney feat. Snoop Dogg |
| 2017 | I’m On 3.0 The Truth, Pt.2                                 | — | — | — | — | — | Erstveröffentlichung: 23. Juni 2017 Trae tha Truth feat. T.I., Dave East, Tee Grizzley, Royce da 5′9″, Curren$y, D.R.A.M., Snoop Dogg, Fabolous, Rick Ross, Chamillionaire, G-Eazy, Styles P., E-40, Mark Morrison & Gary Clark jr. |
| 2018 | Smile (Living My Best Life) –                              | — | — | — | — | US56 Platin · (19 Wo.)US | Erstveröffentlichung: 3. Juli 2018 Verkäufe: + 1.000.000 Lil Duval feat. Snoop Dogg & Ball Greezy |
| 2018 | Moves You Know I Know                                      | — | — | — | UK46 Silber · (9 Wo.)UK | — | Erstveröffentlichung: 28. September 2018 Verkäufe: + 200.000; Olly Murs feat. Snoop Dogg |
| 2018 | How You Love Me –                                          | — | — | — | — | — | Erstveröffentlichung: 7. Dezember 2018 Hardwell feat. Conor Maynard & Snoop Dogg |
| 2019 | No Line –                                                  | — | — | — | — | — | Erstveröffentlichung: 4. Oktober 2019 Sheila E. feat. Snoop Dogg |
| 2020 | Qué Maldición –                                            | — | — | — | — | US— ×9Neunfachplatin (Latin)US | Erstveröffentlichung: 1. Mai 2020 Verkäufe: 600.000; Banda MS feat. Snoop Dogg |
| 2020 | Mi Tío Snoop Huracán                                       | — | — | — | — | US— Platin (Latin)US | Erstveröffentlichung: 29. November 2020 Verkäufe: 200.000; Aleman feat. Snoop Dogg |
| 2021 | Make Some Money –                                          | — | — | CH57 (1 Wo.)CH | — | — | Erstveröffentlichung: 10. Dezember 2021 Fabolous & Dave East feat. Snoop Dogg |
| 2022 | From the D 2 the LBC Curtain Call 2                        | DE— cDE | — | CH66 (1 Wo.)CH | UK51 (2 Wo.)UK | US72 (1 Wo.)US | Erstveröffentlichung: 24. Juni 2022 Eminem feat. Snoop Dogg |
| 2023 | Don’t Text Don’t Call Hype Me Up                           | — | — | — | — | — | Erstveröffentlichung: 1. März 2023 Wiz Khalifa feat. Snoop Dogg |
| 2025 | All the Time –                                             | — | — | — | — | — | Erstveröffentlichung: 28. Februar 2025 Twopilots & Aallar feat. Snoop Dogg |
| Folgende Lieder erschienen nicht als Single, wurden aber durch das Album zum Download und Streaming bereitgestellt und konnten somit eine Platzierung erlangen: |                                                            | | | | | | |
| |                                                            | | | | | | |
| 2002 | Welcome to Atlanta (Coast to Coast Remix) Instructions     | — | — | — | — | US35 (20 Wo.)US | Jermaine Dupri feat. P. Diddy, Murphy Lee & Snoop Dogg |
| 2018 | Dope Niggaz Tha Carter V                                   | — | — | — | — | US39 (1 Wo.)US | Lil Wayne feat. Snoop Dogg |
| 2019 | Beauty in the Benz Chixtape 5                              | — | — | — | UK70 (1 Wo.)UK | US87 (1 Wo.)US | Tory Lanez feat. Snoop Dogg |

## Videoalben
| Jahr | Titel Musiklabel                            | Höchstplatzierung, Gesamtwochen, AuszeichnungChartplatzierungen (Jahr, Titel, Musiklabel, Platzierungen, Wochen, Auszeichnungen, Anmerkungen) | Höchstplatzierung, Gesamtwochen, AuszeichnungChartplatzierungen (Jahr, Titel, Musiklabel, Platzierungen, Wochen, Auszeichnungen, Anmerkungen) | Höchstplatzierung, Gesamtwochen, AuszeichnungChartplatzierungen (Jahr, Titel, Musiklabel, Platzierungen, Wochen, Auszeichnungen, Anmerkungen) | Höchstplatzierung, Gesamtwochen, AuszeichnungChartplatzierungen (Jahr, Titel, Musiklabel, Platzierungen, Wochen, Auszeichnungen, Anmerkungen) | Höchstplatzierung, Gesamtwochen, AuszeichnungChartplatzierungen (Jahr, Titel, Musiklabel, Platzierungen, Wochen, Auszeichnungen, Anmerkungen) | Anmerkungen |
| Jahr | Titel Musiklabel                            | DE | AT | CH | UK | US | Anmerkungen |
| ---- | ------------------------------------------- | --- | --- | --- | --- | --- | --- |
| 2000 | The Up in Smoke Tour Aftermath/Eagle Vision | DE— GoldDE | — | — | UK— ×3DreifachplatinUK | US1 ×6Sechsfachplatin · (… Wo.)US | Erstveröffentlichung: 5. Dezember 2000 Verkäufe: + 925.000 mit Dr. Dre, Eminem und Ice Cube Regie: Philip Atwell FSK: 16 |
| 2002 | Doggystyle                                  | — | — | — | UK2 Platin · (67 Wo.)UK | — | Erstveröffentlichung: 2002 Verkäufe: + 50.000                                                                            |
| 2006 | Drop It Like It’s Hot                       | — | — | — | UK21 (3 Wo.)UK | — | Erstveröffentlichung: 2006 aufgenommen in Brüssel am 23. Februar 2005                                                    |

## Produktionen
- 1994: Murder Was the Case Soundtrack (co-produced by Suge Knight) (Death Row/Interscope)
- 1995: A Thin Line Between Love and Hate Soundtrack (Warner Bros.)
- 1996: LBC Crew: Beware of My Crew (EP) (executive producer)
- 1997: Gridlock’d Soundtrack (Death Row/Interscope)
- 1998: Smokefest Underground (Lock Down Productions)
- 2001: The Wash Soundtrack (co-produced by Dr. Dre) (Aftermath/Doggystyle/Interscope)
- 2001: Bones Soundtrack (Doggystyle)
- 2006: Mandatory Business Soundtrack (mit JT the Bigga Figga) (Doggystyle/Get Low)

## Promoveröffentlichungen
Promo-Singles
- 1999: G Bedtime Stories
- 2001: Just a Baby Boy
- 2001: Do U Wanna Roll (mit RL & Lil Kim)
- 2004: So Fly (als „213“)
- 2006: Vato / Candy
- 2007: Boss’ Life
- 2008: Life of da Party / Neva Have 2 Worry
- 2008: Those Gurlz
- 2008: My Medicine (feat. Willie Nelson & Everlast)

## Sonderveröffentlichungen
Soundtrackbeiträge
- NBA Live 2003: Get Live
- True Crime: Streets of LA: Dance with Me
- Need for Speed: Underground 2: Riders on the Storm (Fredwreck Remix)
- Grand Theft Auto: San Andreas: Deep Cover, Nuthin’ but a G Thang & Fuck wit Dre Day
- Midnight Club: Los Angeles: Press Play
- NBA 2K11: 2K11 Theme

## Statistik

### Chartauswertung
|                     | DE     | AT     | CH     | UK     | US     |
| ------------------- | ------ | ------ | ------ | ------ | ------ |
| Nummer-eins-Alben   | DE—DE  | AT—AT  | CH—CH  | UK—UK  | US3US  |
| Top-10-Alben        | DE1DE  | AT—AT  | CH2CH  | UK—UK  | US9US  |
| Alben in den Charts | DE14DE | AT10AT | CH20CH | UK15UK | US25US |

|                       | DE     | AT     | CH     | UK     | US     |
| --------------------- | ------ | ------ | ------ | ------ | ------ |
| Nummer-eins-Singles   | DE—DE  | AT2AT  | CH—CH  | UK1UK  | US3US  |
| Top-10-Singles        | DE7DE  | AT6AT  | CH8CH  | UK10UK | US14US |
| Singles in den Charts | DE26DE | AT16AT | CH27CH | UK42UK | US46US |

|                          | DE    | AT    | CH    | UK    | US    |
| ------------------------ | ----- | ----- | ----- | ----- | ----- |
| Nummer-eins-Videoalben   | DE—DE | AT—AT | CH—CH | UK—UK | US1US |
| Top-10-Videoalben        | DE—DE | AT—AT | CH—CH | UK1UK | US1US |
| Videoalben in den Charts | DE—DE | AT—AT | CH—CH | UK2UK | US1US |

### Auszeichnungen für Musikverkäufe
| Land/RegionAuszeichnungen für Musikverkäufe (Land/Region, Auszeichnungen, Verkäufe, Quellen) | Silber     | Gold       | Platin         | Diamant     | Verkäufe   | Quellen                               |
| -------------------------------------------------------------------------------------------- | ---------- | ---------- | -------------- | ----------- | ---------- | ------------------------------------- |
| Australien (ARIA)                                                                            | —          | 5× Gold5   | 38× Platin38   | —           | 2.450.000  | aria.com.au                           |
| Belgien (BRMA)                                                                               | —          | 6× Gold6   | —              | —           | 110.000    | ultratop.be                           |
| Brasilien (PMB)                                                                              | —          | 4× Gold4   | 6× Platin6     | Diamant1    | 710.000    | pro-musicabr.org.br                   |
| Dänemark (IFPI)                                                                              | —          | 10× Gold10 | 12× Platin12   | —           | 520.000    | ifpi.dk                               |
| Deutschland (BVMI)                                                                           | —          | 11× Gold11 | 5× Platin5     | —           | 3.375.000  | musikindustrie.de                     |
| Finnland (IFPI)                                                                              | —          | Gold1      | —              | —           | 5.075      | ifpi.fi                               |
| Frankreich (SNEP)                                                                            | —          | 7× Gold7   | 2× Platin2     | —           | 1.433.700  | infodisc.fr snepmusique.com           |
| Griechenland (IFPI)                                                                          | —          | Gold1      | —              | —           | 10.000     | Einzelnachweise                       |
| Italien (FIMI)                                                                               | —          | Gold1      | 8× Platin8     | —           | 415.000    | fimi.it                               |
| Japan (RIAJ)                                                                                 | —          | 2× Gold2   | —              | —           | 200.000    | riaj.or.jp                            |
| Kanada (MC)                                                                                  | —          | 7× Gold7   | 12× Platin12   | Diamant1    | 2.150.000  | musiccanada.com                       |
| Mexiko (AMPROFON)                                                                            | —          | 2× Gold2   | 2× Platin2     | —           | 260.000    | amprofon.com.mx                       |
| Neuseeland (RMNZ)                                                                            | —          | 6× Gold6   | 46× Platin46   | —           | 1.187.500  | aotearoamusiccharts.co.nz NZ2 NZ3 NZ4 |
| Norwegen (IFPI)                                                                              | —          | —          | 3× Platin3     | —           | 180.000    | ifpi.no                               |
| Österreich (IFPI)                                                                            | —          | 3× Gold3   | 6× Platin6     | —           | 265.000    | ifpi.at                               |
| Portugal (AFP)                                                                               | —          | —          | 2× Platin2     | —           | 20.000     | Einzelnachweise                       |
| Russland (NFPF)                                                                              | —          | 2× Gold2   | —              | —           | 20.000     | 2m-online.ru                          |
| Schweden (IFPI)                                                                              | —          | Gold1      | 4× Platin4     | —           | 175.000    | sverigetopplistan.se                  |
| Schweiz (IFPI)                                                                               | —          | 3× Gold3   | 2× Platin2     | —           | 110.000    | hitparade.ch                          |
| Spanien (Promusicae)                                                                         | —          | 2× Gold2   | 4× Platin4     | —           | 220.000    | elportaldemusica.es                   |
| Südkorea (KMCA)                                                                              | —          | —          | —              | —           | 150.988    | Einzelnachweise                       |
| Vereinigte Staaten (RIAA)                                                                    | —          | 14× Gold14 | 53× Platin53   | Diamant1    | 61.765.800 | riaa.com                              |
| Vereinigtes Königreich (BPI)                                                                 | 8× Silber8 | 8× Gold8   | 21× Platin21   | —           | 12.457.446 | bpi.co.uk                             |
| Insgesamt                                                                                    | 8× Silber8 | 96× Gold96 | 226× Platin226 | 3× Diamant3 |            |                                       |